# سیلوستر دوساسی

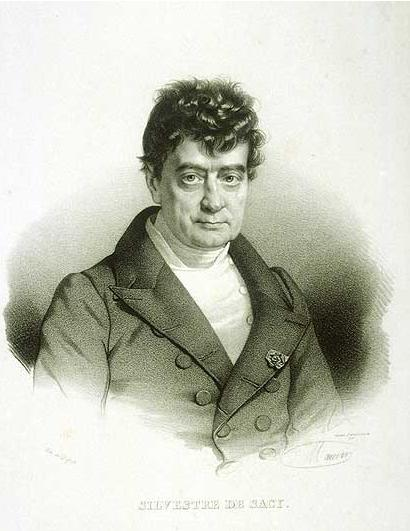
سیلوستر دوساسی

سیلوستر دوساسی (به فرانسوی: Silvestre de sacy) (۱۸۳۸- ۱۷۵۸) میلادی زبان‌شناس و خاورشناس نامدار فرانسوی و بنیانگذار خاورشناسی نوین فرانسه و اروپا در نیمه اول قرن ۱۹ بود که به شیخ المستشرقین فرانسوی معروف بود.

## زندگی
سیلوستر دوساسی در ۲۱ سپتامبر ۱۷۵۸ میلادی در خانواده ای اشرافی در پاریس متولد شد. پدرش آبراهام ژاک سیلوستر که سردفتر اسناد رسمی بود، در سال ۱۷۶۵م از دنیا رفت و مادرش دوساسی را بزرگ کرد. 
دوساسی در مدرسه « سنت گریمان » که مخصوص آموزش زبان های شرقی بود، تحصیل کرد. او زبان های یونانی ، لاتین و رومی باستان را در کودکی آموخت. او نزد « جرج فرانسوا بیرتیریو » زبان عربی و عبری را فرا گرفت. دوساسی در ۱۳ سالگی، شروع به یاد گرفتن زبان های اروپایی از جمله آلمانی، انگلیسی، اسپانیایی و ایتالیایی کرد.
دوساسی به دانشکده حقوق رفت و مشغول به تحصیل شد و در سال ۱۷۸۱م فارغ‌التحصیل شد. او در اداره دارایی مشغول به کار شد و در کنار کار، زبان فارسی و ترکی را نزد کارادون آموخت. زبان های سریانی، کلدانی، سامری، حبشی و اتیوپیایی را هم یاد گرفت. 
دوساسی در سال ۱۷۸۶م ازدواج کرد و صاحب پسری بنام سمویل استازاد شد که روزنامه نگاری بزرگ شد.

## فعالیت های علمی و سیاسی
۱. در سال ۱۷۸۵م عضو آکادمی نقوش و ادبیات شد که تا ۵۳سال (تا اخر عمرش) عضو آنجا بود.
۲. در سال ۱۷۹۱م عضو مرکز مطالعاتی کالج دوفرانس شد. 
۳. در سال ۱۸۰۸م عضو هیأت قانونگذاری مجموعه لَسین شد.
۴. در سال ۱۸۱۵م به عضویت کمیته آموزش عمومی درآمد و در سال ۱۸۲۳م استعفا داد.
۵. در سال ۱۸۳۲م عضو مجلس سنای فرانسه ( در دوره لوئی فیلیپ ) شد.

## فعالیت های آموزشی
بعد از انقلاب کبیر فرانسه در مدرسه زبانهای زنده شرقی با عنوان سیلوستر ساسی‌ ( حذف de یا دو که نشانه اشرافیت بود ) به تدریس زبان عربی پرداخت.
در سال ۱۸۰۶م هم در کالج دو فرانس، زبان فارسی تدریس می‌کرد.

## فعالیت های اجتماعی
در سال ۱۷۹۱م پادشاه لوئی شانزدهم او را بعنوان کمیسر عمومی دارایی انتخاب کرد ولی در سال ۱۷۹۲م استعفا داد چون در فرانسه انقلاب شده بود و  او به دهکده اونی رفت و به تحقیقات علمی پرداخت.
در سال ۱۸۱۴م به نظارت سلطنتی برگزیده شد.
در سال ۱۸۱۵م به ریاست دانشگاه پاریس منصوب شد.
در سال ۱۸۲۳م مدیر کالج دو فرانس شد.
در سال ۱۸۲۴م مدیر مدرسه زبانهای شرقی منصوب شد.
در سال ۱۸۳۲م بازرس چاپخانه سلطنتی و مسئول نگهداری نسخه های خطی شرقی در کتابخانه سلطنتی و دبیرکل آکادمی نقوش و ادبیات شد.

## لقب های تشریفاتی
نشان افتخار لژیون دونور که رتبه های سواره نظام، افسری، کوماندور و گراند اوفیسیه را در سال های مختلف از ناپلئون دریافت کرد.
ناپلئون همچنین لقب بارون را به او اهدا کرد. ( در سال ۱۸۱۴م )
و در سال ۱۸۳۲م، لوئی فیلیپ لقب pair de France یعنی عضویت مجلس سنای فرانسه را به او داد.

## دین و مذهب
درباره‌ی دین و مذهب دوساسی اختلاف هست.
۱. عبدالرحمن بدوی گفته است که مذهب دوساسی یانسنیسم بوده است.
۲. اما برخی هم مذهب دوساسی را آیین یهود می دانند زیرا از این دین در نوشته هایش حمایت کرده است.

## درگذشت
دوساسی در ۱۹ فوریه سکته می کند و دو روز بعد در ۲۱ فوریه ۱۸۳۸م از دنیا می رود.

## آثار وی
۱. کتاب « دستور زبان عربی »
۲. کتاب تذکره ای در تاریخ اعراب پیش از محمد
۳. کتاب تذکره آثار باستانی ایران
۴. ترجمه کلیله و دمنه
۵. ترجمه فرانسوی کتاب پندنامه
۶. ترجمه فصل هایی از کتاب « روضة الصفاء » تألیف میرخواند
۷. چاپ و ترجمه و تفسیر کتاب مقریزی و سیبوریه و متن هایی از تفسیر زمخشری و بیضاوی و قسمت هایی از مقدمه ابن خلدون
۸. ترجمه کتاب تاریخ سلاطین ایران و خلفا از ابن مسعود